# Viborg
Viborg [ˈʋib̥ɒːˀ] je dánské město ležící ve středním Jutsku. Je sídlem viborské komuny a zároveň kraje Midtjylland. Viborg je také sídlem Nejvyššího soudu pro západní Dánsko, nejvyššího soudu pro Jutský poloostrov. Obec Viborg je druhou největší obcí v Dánsku, zabírá 3,3% celého povrchu Dánska.

## Historie
Město bylo založeno v 8. století Vikingy a je tak jedním z nejstarších měst. Díky své dobré poloze mělo velký strategický význam a probíhaly zde důležité náboženské a politické události. Ve městě byl kdysi postaven hrad typu motte. Své jméno má složené ze slov Wii, což znamená Svaté místo, a Berg, tedy kopec.

## Památky
Viborg je proslulý svou katedrálou. Konstrukce katedrály začala v roce 1130 a trvala 50 let. Několikrát do základů vyhořela a byla vždy znovu postavena. Z původní katedrály se dochovala pouze krypta. Nejnovější části kostela pochází z roku 1876. Katedrálu zdobí mnoho maleb s biblickou tematikou od dánského malíře Joakima Skovgaarda. Vedle katedrály stojí Skovgaardovo muzeum založené v roce 1937.
Před reformací bylo ve Viborgu 5 klášterů (pro augustiniánské bratry, pro augustiniánské sestry, františkánský klášter, dominikánský klášter a klášter maltézského řádu), asi 12 kostelů a několik kaplí. Do dneška se dochovala jen katedrála a zbytky františkánského a dominikánského kláštera.

## Sport
Viborg získal během posledních deseti let pověst jednoho z nejlepších sportovních měst Dánska. Nejprve se v městě zformoval tým házenkářek (což je v Dánsku populární sport a Viborg je nadále mezi 5 nejlepšími kluby Evropy). Následně se tým házenkářů a zejména profesionální fotbalový tým umístil na předních příčkách dánských lig. V letech 1998–2008 byl Viborg FF stálým účastníkem dánské Superligy a v roce 2000 vyhrál dánský pohár.

## Vzdělávání
Ve Viborgu sídlí několik vzdělávacích institucí včetně Viborg Katedralskole (katedrální školy). Má se za to, že zde byla založena v roce 1060 škola – ve stejné době jako se město stalo sídlem biskupa. Současná monumentální stavba byla postavena v roce 1926 pro velké množství studentů a později se ke škole připojila ubytovna pro žáky z vnějších krajů nebo ostrovů, které poblíž gymnázium nemají. Ačkoli je tento systém již zastaralý, jsou koleje stále populárnější, přebývá v nich několik studentů z Grónska nebo studenti, kteří nechtějí zůstat doma. Viborg Katedralskole je dnes jedna ze čtyř gymnázií ve Viborgu. Ve městě také sídlí The Animation Workshop, umělecká škola zabývající se animací sídlící ve vojenském areálu na okraji města. Tato instituce je považována za jednu nejlepších ve svém oboru.

## Osobnosti
- Svatý Kjeld († 1150), kanonizován 1188
- Peter von Scholten (1784–1854), generální guvernér Dánské západní Indie
- Hans Christian Cornelius Mortensen (1856–1921), ornitolog
- Benjamin Christensen (1879–1959), filmový režisér
- Olaf Wieghorst (1899–1988), malíř
- Aage V. Reiter (1901–1982), spisovatel
- Johann Otto von Spreckelsen (1929–1987), architekt
- Peter Seeberg (1925–1999), spisovatel
- Peer Hultberg (1935–2007), spisovatel
- Ulrik Wilbek (* 1958), trenér házené

## Partnerská města
- Dalvík, Island
- Greifswald, Německo
- Hamar, Norsko
- Kecskemét, Maďarsko
- Lund, Švédsko
- Nevers, Francie
- Porvoo, Finsko
- Zabrze, Polsko

## Galerie

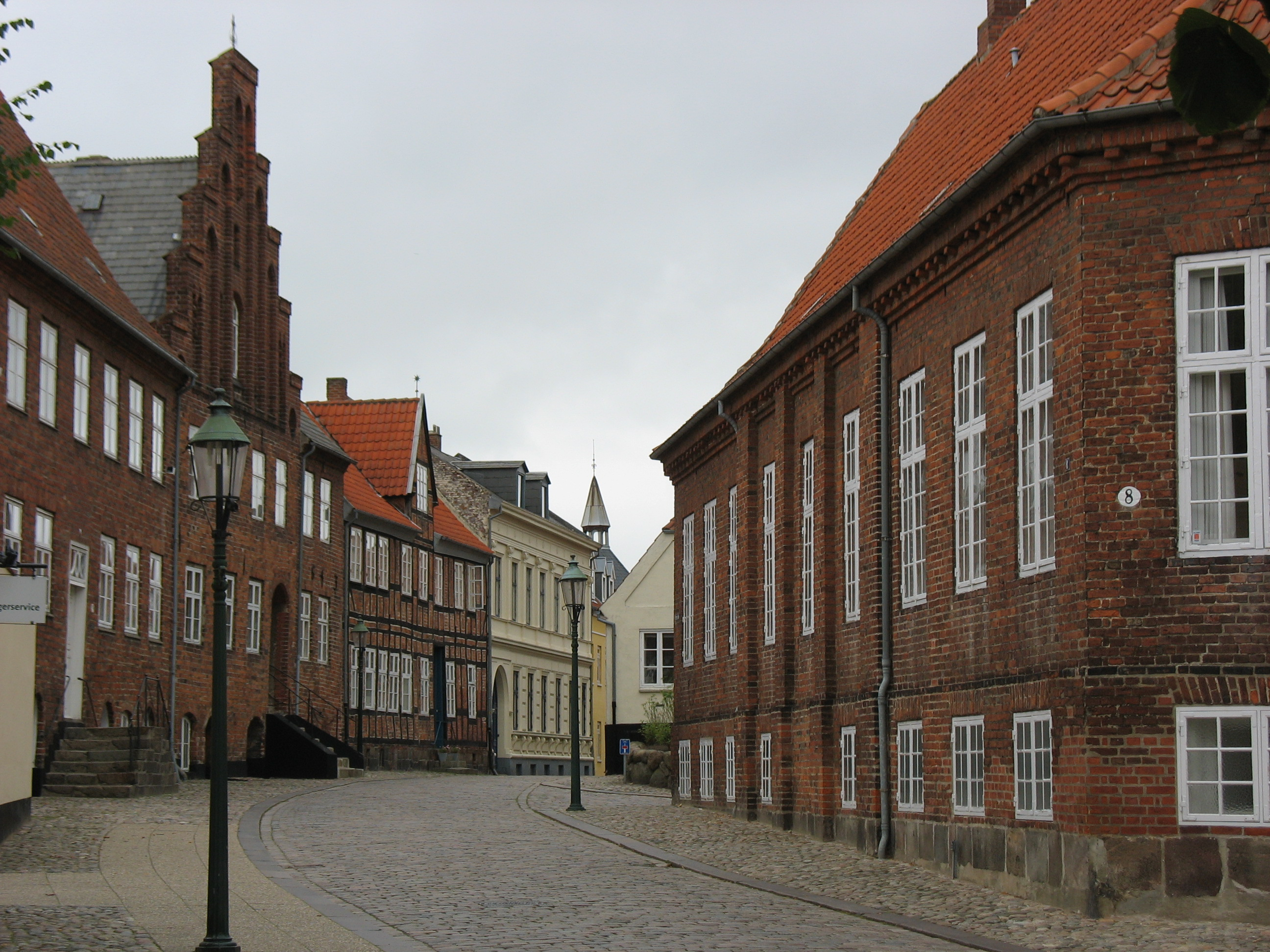
Sankt Mogens Gade
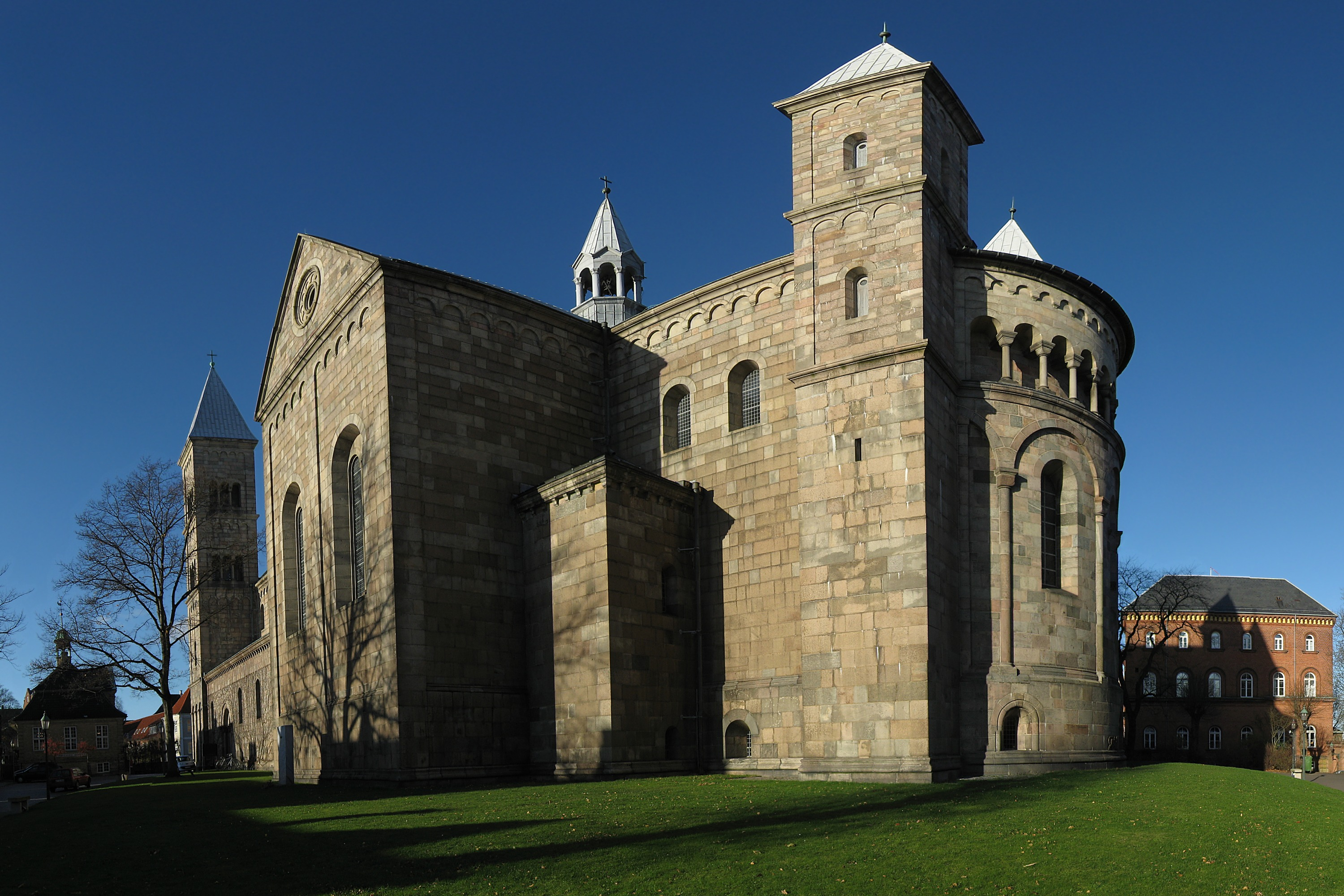
Katedrála
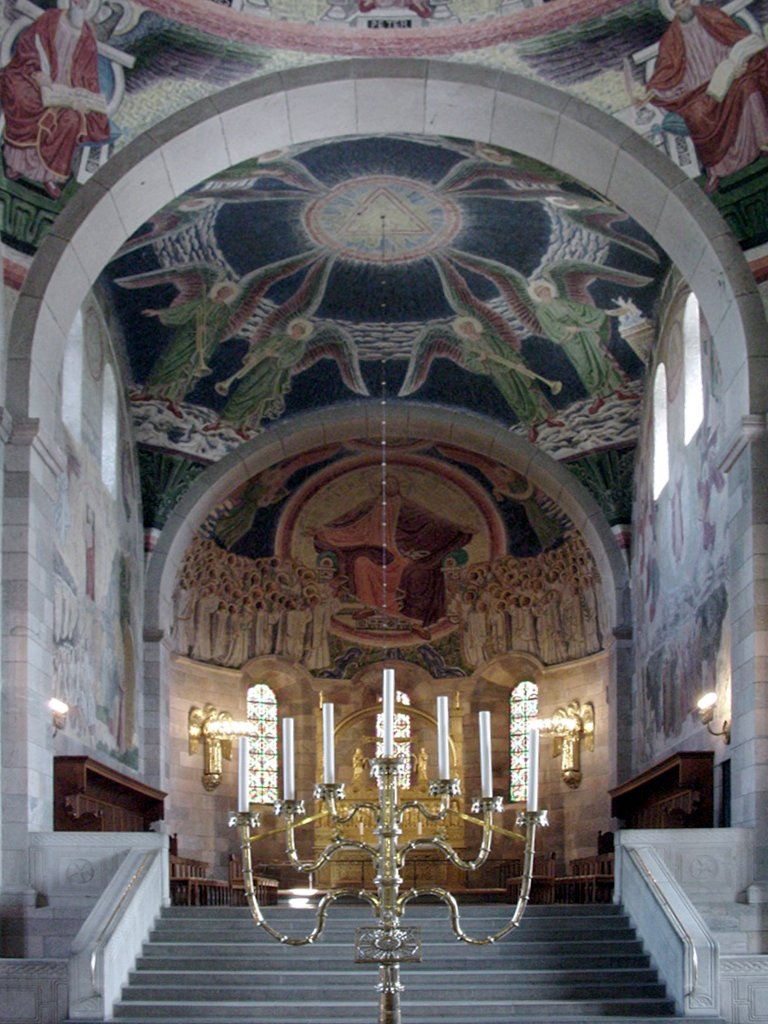
Skovgaardovy malby v katedrále
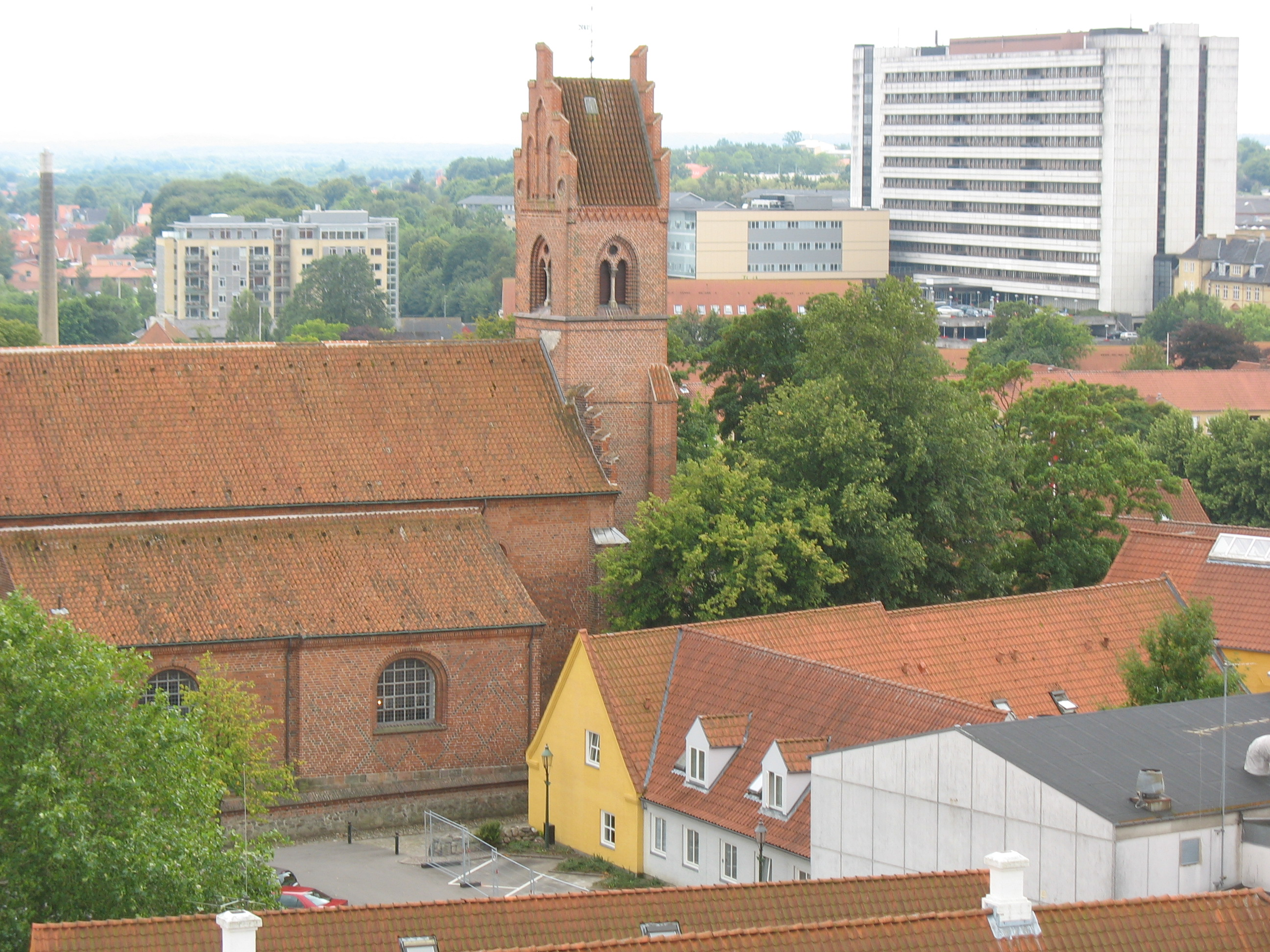
Sortebrødreský kostel a nemocnice